# Kyselina penta-2,3-diendiová
Kyselina penta-2,3-diendiová (jedna ze dvou chemických látek s triviálním názvem kyselina glutinová) je dikarboxylová kyselina obsahující allen. Poprvé byla syntetizována v roce 1887. Jednalo se tak o první uměle vytvořenou látku s kumulovanou dvojnou vazbou. U její struktury byla ale tehdy mylně předpokládána místo allenu trojná vazba, správně byla struktura látky určena až v roce 1954.

## Záměna triviálního názvu
Triviálním názvem kyselina glutinová je také označován stejnojmenný diterpen. Tato shoda jmen může vést k nesprávné klasifikaci kyseliny penta-2,3-diendiové jako diterpenu podle některých databází.